# 格温侍
關侍（英語：GwenPool），原名關多林·關·普爾（Gwendolyn "Gwen" Poole），是一名出現在漫威漫畫的虛構人物。起源於女蜘蛛人·關，從2015年6月開始秘密戰爭的關·史黛西變體封面。
漫威漫畫曾出版了兩個以關侍為主的故事，一個是霍華鴨（Howard Duck）系列的備份故事，另一個是Gwenpool Holiday Special。儘管命名為「關侍」，但角色與死侍或關·史黛西沒有任何關係。在霍華鴨的故事中提到格温侍的名字其實是格温普爾（Gwen Poole）。後來2016年4月，製作團隊整合起兩個故事，開始出版名為「The Unbelievable Gwenpool」的漫畫。

## 出版歷史
2015年6月，隨著蜘蛛關的興起，漫威漫畫開始把關·史黛西打造成其他漫威旗下角色，例如奇異博士、格魯特和金剛狼等，也包括死侍等。直到漫威編輯喬丹·懷特（Jordan White）看到有不少人裝扮成一個甚至沒有自己漫畫的角色後，便和作家克里斯托弗·黑斯廷斯（Christopher Hastings）商討，製作一個有著死侍風格的關的故事。
本來只打算製作成一次性的故事，但在與霍華鴨的編輯Will Moss見面後，提出創造像死侍般打破第四面牆的角色，「但是她知道自己在漫畫書中的是因為她來自漫威漫畫書是實際存在的世界」同時加入「不認為自己的行為會造成任何後果」，最後黑斯廷斯總結「像利用漫畫書的知識在漫畫世界玩《俠盜獵車手》般」，而和死侍最大的不同是關侍並沒有接受任何武術訓練或擁有任何超能力。
由於2018年的漫威新書中沒有其名字以有網民懷疑被腰斬。

## 人物故事

### 背影
通過某種未知方式，格温多林·“格温”·普爾由她稱為「真實世界（TRN565號宇宙）」的宇宙來到漫威的主宇宙616號宇宙。而她拒絕成為一個多出來的背景人物。結果她來到一間超級英雄服裝店，向一位名叫Ronnie的裁縫要求了一件獨特的服裝，只是Ronnie錯把格温的本名「Gwen Poole」當成她的英雄名「Gwen Pool」，結果給她弄了一套死侍風格的服裝。

## 其他媒體

### 遊戲
- 《漫威：未來之戰》：手機遊戲，格温侍是玩家可使用角色之一。
- 《樂高：驚奇超級英雄2》：格温侍代替死侍成為新的賞金任務。